# Takumi Takahashi
Takumi Takahashi (高橋 巧, Takahashi Takumi), né le 28 novembre 1989 à Saitama, est un pilote de vitesse moto japonais. Il est pilote de réserve pour l'écurie LCR Honda en MotoGP en 2023.

## Statistiques

### Grand Prix moto
Il participe à sa première course de MotoGP le 11 octobre 2015 lors du Grand Prix du Japon.

#### Par saison
| Saison | Catégorie | Moto         | Ecurie                    | Courses | Victoires | Podium | Pole | Tour le plus rapide | Points | Classement |
| ------ | --------- | ------------ | ------------------------- | ------- | --------- | ------ | ---- | ------------------- | ------ | ---------- |
| 2005   | 125cc     | Honda RS125R | Arie Molenaar Racing      | 1       | 0         | 0      | 0    | 0                   | 0      | NC         |
| 2006   | 250cc     | Honda NSR250 | Burning Blood             | 1       | 0         | 0      | 0    | 0                   | 0      | NC         |
| 2007   | 250cc     | Honda NSR250 | Burning Blood Racing      | 1       | 0         | 0      | 0    | 0                   | 0      | NC         |
| 2008   | 250cc     | Honda NSR250 | Burning Blood Racing Team | 1       | 0         | 0      | 0    | 0                   | 0      | NC         |
| 2015   | MotoGP    | Honda RC213V | Team HRC with Nissin      | 1       | 0         | 0      | 0    | 0                   | 4      | 26e        |
| 2023   | MotoGP    | Honda RC213V | LCR Honda                 | 0       | 0         | 0      | 0    | 0                   | 0      | NC         |
| Total  |           |              |                           | 5       | 0         | 0      | 0    | 0                   | 4      |            |

### 8 heures de Suzuka
En 2019, il est au coté de Stefan Bradl et  Ryuichi Kiyonari et termine troisième.
En 2023, il participe et remporte les 8 heures de Suzuka au coté de Tetsuta Nagashima et Xavi Vierge. Il devient alors codétenteur du record de nombre de victoires avec Tohru Ukawa.
En 2024 , il remporte de nouveau l'épreuve pour HRC, mais cette fois au coté de Teppei Nagoe et Johann Zarco. Avec ce sixième titre, il devient le pilote le plus titré de la catégorie.
| Saison | Ecurie                   | copilotes                         | Motos                | Tours | Pos |
| ------ | ------------------------ | --------------------------------- | -------------------- | ----- | --- |
| 2010   | Team HRC                 | Ryuichi Kiyonari Takaaki Nakagami | CBR1000RRW           | 215   | 1er |
| 2013   | Team HRC                 | Michael Van Der Mark Leon Haslam  | CBR1000RRW           | 214   | 1er |
| 2014   | Team HRC                 | Michael Van Der Mark Leon Haslam  | CBR1000RRW           | 172   | 1er |
| 2019   | Red Bull Honda           | Stefan Bradl Ryuichi Kiyonari     | Honda CBR1000RRW     | 216   | 3e  |
| 2022   | Team HRC                 | Tetsuta Nagashima Iker Lecuona    | Honda CBR1000RR-R SP | 214   | 1er |
| 2023   | Team HRC                 | Tetsuta Nagashima Xavi Vierge     | Honda CBR1000RR-R SP | 216   | 1er |
| 2024   | Team HRC avec Japan Post | Teppei Nagoe Johann Zarco         | Honda CBR1000RR-R SP | 220   | 1er |
| 2025   | Team HRC avec Japan Post | Johann Zarco                      | Honda CBR1000RR-R SP | 217   | 1er |